# Apeadero Km 89
Apeadero Km 89 es una estación de ferrocarril ubicada en el Departamento San Luis del Palmar en la Provincia de Corrientes, República Argentina. 

## Servicios
Se encuentra Precedida por el Estación Herlitzka y le sigue el Apeadero Cerrudo Cué.